# Римівник
Римівник (римарій, словник рим) — словник рим, вживаних у певній національній поезії відповідного історичного періоду. Такі словники відомі у західноєвропейському літературознавстві, зокрема у іспанському (П. Б. Камой), французькому (Ф. Мартішон) тощо. 
В Україні над римівником працював Святослав Караванський, в еміграції — Лідія Далека.
У видавництві «Наукова думка» (Київ, 1979) вийшов «Словник українських рим», упорядкований Андрієм Бурячком та Іваном Гуриним. Незважаючи на цензурні обмеження, що позначилися на змісті цього видання, воно актуальне й нині.

## Словники рим української мови
- Словник українських рим / АН УРСР. Інститут мовознавства ім. О. О. Потебні; уклад. А. А. Бурячок. І. І. Гурин. — Київ: Наукова думка, 1979.
- Караванський С., Словник рим української мови. — Львів: БАК, 2004 — 1047 с.
- «Рими України» [Архівовано 19 червня 2011 у Wayback Machine.] — імовірнісний онлайновий словник точних та неточних рим.
- Онлайн словник українських рим [Архівовано 23 жовтня 2012 у Wayback Machine.]

## Виноски
1. 1 2  Римарій // Літературознавча енциклопедія : у 2 т. / авт.-уклад. Ю. І. Ковалів. — Київ : ВЦ «Академія», 2007. — М — Я. — 624 с. — С. 323.